# Nowoanninski
Nowoanninski (russisch Новоаннинский) ist eine Stadt mit 17.912 Einwohnern (Stand 14. Oktober 2010) in Russland und Verwaltungssitz des gleichnamigen Rajons in der Oblast Wolgograd.

## Geographie
Nowoanninski befindet sich im Nordwesten der Oblast Wolgograd, am linken Ufer des Flusses Busuluk im Donbecken, und ist 254 km von der Gebietshauptstadt Wolgograd entfernt. Die nächstgelegenen Städte sind Urjupinsk (55 Kilometer nordwestlich von Nowoanninsk) und Michailowka (64 km südöstlich).
Der 3081 km² große Rajon Nowoanninski, dessen Verwaltungszentrum die Stadt Nowoanninski ist, befindet sich mitten in der für Südrussland typischen Waldsteppenlandschaft mit vorwiegend sehr fruchtbarem Schwarzerdboden. Aus diesem Grund hat hier seit jeher die Landwirtschaft eine Schlüsselbedeutung.

## Geschichte
Die heutige Stadt Nowoanninski entstand nahe einer alten Staniza namens Annenskaja (Анненская), die seit dem 14. Jahrhundert bekannt war. Ursprünglich wurde sie von Siedlern vorwiegend aus den Nowgoroder Gebieten bewohnt, die hier Fischerei und Jagd betrieben.
Im späten 19. Jahrhundert entstand mit der Verlegung der Eisenbahnstrecke Lipezk–Zarizyn eine neue Stationssiedlung einige Kilometer östlich der Staniza, deren konservative Bewohner auf diese Weise eine Eisenbahnanbindung ihres Ortes verhindert haben. Diese neue Siedlung erhielt den Namen Nowoanninski, wörtlich also „Neu-Anninski“, und wurde 1928 zum Verwaltungszentrum des neu gebildeten Rajons Nowoanninski innerhalb der Oblast Wolgograd. 1956 erhielt sie schließlich den Stadtstatus.

### Bevölkerungsentwicklung
| Jahr | Einwohner |
| ---- | --------- |
| 1939 | 15.244    |
| 1959 | 18.664    |
| 1970 | 20.461    |
| 1979 | 20.932    |
| 1989 | 20.922    |
| 2002 | 19.472    |
| 2010 | 17.912    |

Anmerkung: Volkszählungsdaten

## Wirtschaft und Verkehr
In Nowoanninski sind mehrere Betriebe angesiedelt. So existiert unter anderem eine Fleischverpackungsfirma, eine Molkerei (Butter- und Käseprodukte), ein Medizintechnikbetrieb zur Herstellung von Ultraschallgeräten, ein Getreideverarbeitungsbetrieb, eine Metallgießerei und forstwirtschaftliche Betriebe.
Die Stadt liegt an der Bahnlinie Lipezk–Wolgograd, die zum regionalen Netz der Wolga-Eisenbahn gehört. Bekannt ist der im 19. Jahrhundert erbaute Bahnhof der Stadt sowie die drei nebeneinander gelegenen Eisenbahnbrücken über den Busuluk. Nahe an Nowoanninski verläuft auch die Fernstraße R22 auf dem Abschnitt zwischen Wolgograd und Tambow.